# 藤野政高
藤野 政高（ふじの まさたか、1856年6月27日（安政3年5月25日） - 1915年（大正4年）6月30日）は日本の政治家。衆議院議員、海南新聞社長。

## 略歴

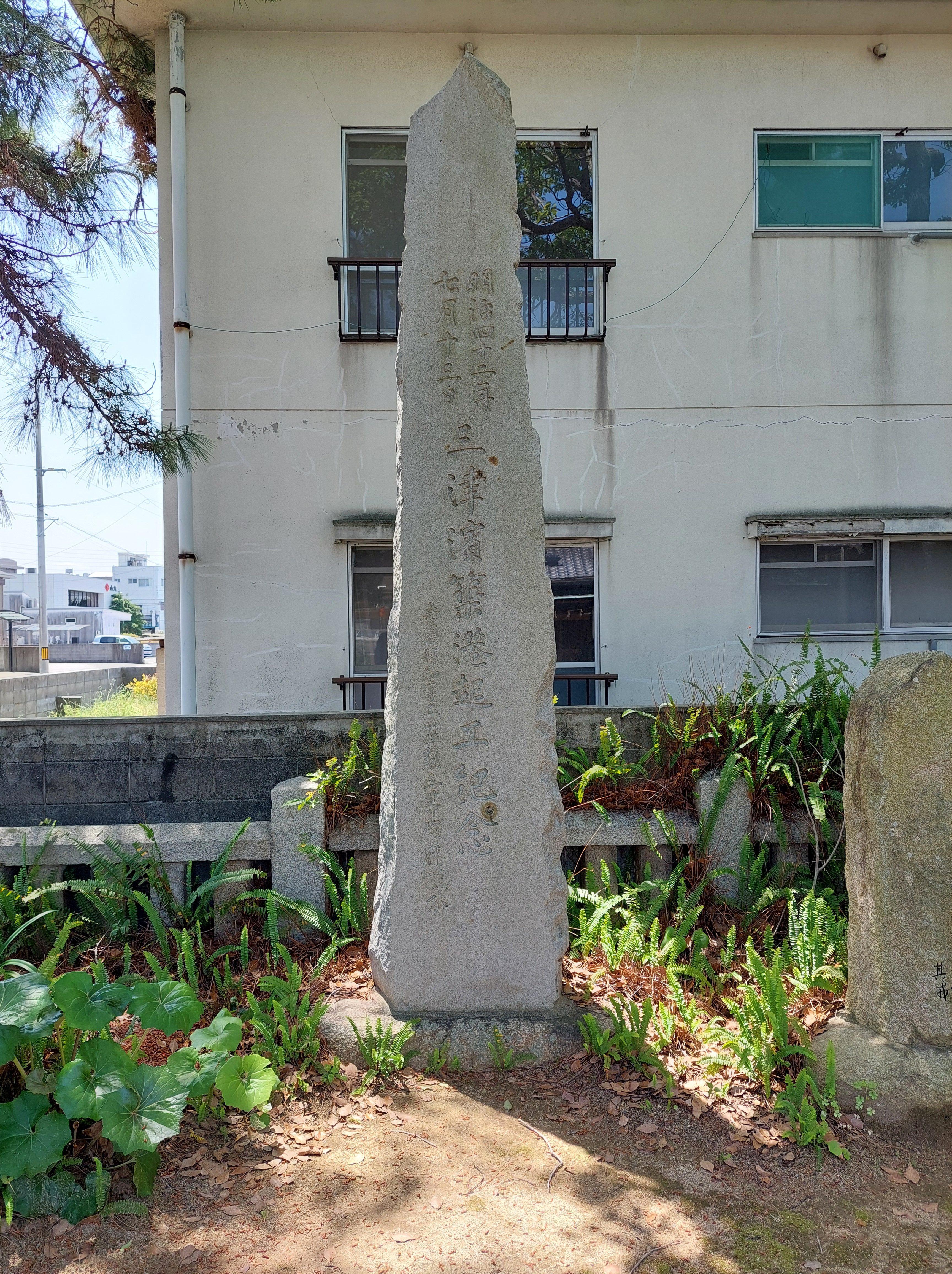
恵美寿神社境内の三津浜築港起工紀念碑

1856年（安政3年5月25日）、伊予松山藩士の子として生まれる。藩校明教館に学び、のち上京して法律学舎で法律を修め、代言人の資格を取得する。1878年（明治11年）に帰郷し、長屋忠明らが主宰する自由民権結社・公共社に加入、愛媛県下における民権運動の中心として活躍する。1886年（明治19年）に愛媛県会議員に当選し、1887年（明治20年）に三大事件建白者の総代として上京するが、保安条例に抵触して東京から強制退去させられる。1890年（明治23年）に第1回衆議院議員総選挙に立候補して当選、以後3期に渡って代議士を務めるが、資金難のため1894年（明治27年）9月の総選挙には出馬しなかった。その後、憲政会や政友会の愛媛県支部代表や「海南新聞」社長を務めるなど、愛媛県の政界に影響力を持ち続けたが、1909年（明治42年）の三津浜築港疑獄事件で逮捕され、政界を引退する。

## 参考
- デジタル版 日本人名大辞典+Plus - 藤野政高
- 20世紀日本人名事典 - 藤野 政高
- 澤大洋「民権派代言事務所と私立法律学校の創成」『東海大学紀要. 政治経済学部』第23号、東海大学政治経済学部、1992年3月、15-39頁、ISSN 0389-200X、NAID 110000194644。